# アンソニー・ワイルディング
アンソニー・フレデリック・ワイルディング (Anthony Frederick Wilding, 1883年10月31日 - 1915年5月9日) 愛称は、ニュージーランド・クライストチャーチ出身の男子テニス選手。1910年から1913年にかけてウィンブルドン選手権の男子シングルスに4連覇を達成し、黎明期の全豪選手権でも1906年、1909年の2度優勝した。しかし、1914年に勃発した第一次世界大戦に徴兵されてフランスで戦死してしまい、戦闘から帰還できなかった悲運の人物でもある。愛称の「トニー・ワイルディング」(Tony Wilding)で優勝記録表やテニス文献に記載されることも多い。

## 来歴
全豪選手権は1905年に第1回大会が行われ、初代優勝者はロドニー・ヒースであった。ワイルディングは1906年の第2回大会で単複優勝を飾り、シングルス決勝ではフランシス・フィッシャーを6-0, 6-4, 6-4で圧倒し、ダブルスではロドニー・ヒースとペアを組んだ。1909年の第5回大会では、男子シングルス決勝でアーニー・パーカーを6-1, 7-5, 6-2で破り、3年ぶり2度目の優勝を果たす。
1910年から1913年まで、アンソニー・ワイルディングはウィンブルドン選手権で大会4連覇を達成した。当時のウィンブルドン選手権の競技方式は、現在とは大きく異なっていた。まず「チャレンジ・ラウンド」が行われ、大会前年優勝者を除くほかの選手たちが1回戦からトーナメントを勝ち抜き、それを制した選手が前年優勝者と決勝を戦う「オールカマーズ・ファイナル」方式で優勝を決定していた。ワイルディングは1910年のチャレンジ・ラウンドを制した後、1909年の優勝者アーサー・ゴアとの「オールカマーズ・ファイナル」を6-4, 7-5, 4-6, 6-2で制して初優勝を飾った。大会前年優勝者は無条件で決勝に進出できた点が、現在のシステムと大きく異なっているが、ワイルディングは1911年からはチャレンジ・ラウンドの勝者を待つ立場になり、こうして1913年まで4連覇を達成する。しかし、1914年のチャレンジ・ラウンドを勝ち上がったノーマン・ブルックスとオールカマーズ・ファイナルで対戦した時、ワイルディングはブルックスに4-6, 4-6, 5-7のストレートで敗れ、大会5連覇はならなかった。チャレンジ・ラウンドからオールカマーズ・ファイナルへの流れで優勝を決定する方式のもとでは、1881年から1886年にかけてウィリアム・レンショーが「6連覇」の記録を保持しており、ワイルディングはレンショーの記録に2つ届かなかったことになる。ノーマン・ブルックスは1907年のウィンブルドン選手権で、イギリス人以外の選手として最初の優勝者になった人であり、ワイルディングを破った1914年は7年ぶり2度目の優勝であった。ワイルディングとブルックスは、この1914年ウィンブルドン選手権では男子ダブルスでペアを組んで優勝した。
デビスカップではワイルディングは1905年からオーストララシア(オーストラリアとニュージーランドの合同チーム)代表選手としてデ杯に参加した。ワイルディングは1907年・1908年・1909年・1914年と4度のデ杯優勝に貢献した。
しかし、ワイルディングのテニス経歴がまだ最盛期にあったさなか、1914年の夏に第一次世界大戦が勃発する。ワイルディングもブルックスも第一次世界大戦に徴兵されてイギリス軍に入り、ワイルディングは1915年5月9日にフランスのヌーヴ・シャペルで戦死した。わずか31歳6ヶ月の短い生涯だった。
アンソニー・ワイルディングは"On the Court and Off" (テニスコートの内外で)という題名の著書も残している。この本は、日本テニス界が「硬式テニス」への転向を模索していた1913年に、慶應義塾大学からのイギリス留学生としてウィンブルドン選手権を観戦した小泉信三の手で日本に送られ、当時の貴重な参考文献として用いられた。

## 4大大会優勝
- 全豪選手権 男子シングルス：2勝 (1906年・1909年)/男子ダブルス：1勝 (1906年)
- ウィンブルドン選手権 男子シングルス：4勝 (1910年-1913年)/男子ダブルス：4勝 (1907年・1908年・1910年・1914年) [大会4連覇]